# Zaommomentedon
Zaommomentedon är ett släkte av steklar. Zaommomentedon ingår i familjen finglanssteklar.
Kladogram enligt Catalogue of Life:
| Zaommomentedon | \| \| Zaommomentedon brevipetiolatus \| \| \| \| \| \| Zaommomentedon mandibularis \| \| \| \| |
|                | \| \| Zaommomentedon brevipetiolatus \| \| \| \| \| \| Zaommomentedon mandibularis \| \| \| \| |
|                | Zaommomentedon brevipetiolatus                                                                 |
|                |                                                                                                |
|                | Zaommomentedon mandibularis                                                                    |
|                |                                                                                                |